# مرمدة بني سلامة
مرمدة بنى سلامة قرية صغيرة تقع في جنوب غرب الدلتا بالقرب من قرية "الخطاطبة"، على بعد حوالى 50 كم شمال غرب القاهرة، وتتبع إدارياً مركز "إمبابة"، محافظة الجيزة.

## مساكن القرية
تمدن سكان القرية من الطوب اللبن والبوص الي الطوب الاحمر والصبات الخرسانيه وتختلف المساكن في القرية:
والظاهر أن سكانها فكروا في أسلوب لتخطيط قريتهم، وذلك بأن شيدوا مساكنهم في صفوف تكاد تكون مستقيمة، يفصل بينها شارع واسع.

## الحياة الإقتصادية
وقد أظهرت الاكتشافات الأثرية التي تمت في هذه القرية أن سكانها قد مارسوا الزراعة، وبدأ سكانها بتعليم آولادهم والتمدن الحضاري السائد في معظم انحاء المدن
ويستدل من آثارها على أن القليل من أهلها يرعون الماشية.

## دفن الموتى
قام أهل القرية بتخصيص جبانة خاصة تبعد عن مكان السكن كما هو الحال في بقية المراكز الحضارية الأخرى في مصر.